# Россо Фьорентино
Россо Фьорентино, Джован Баттиста ди Якопо Гаспаре (итал. Giovan Battista di Jacopo di Gasparre) по прозванию «Рыжий Флорентиец» (итал. Rosso Fiorentino, фр. Maître Roux ; 8 марта 1494, Флоренция — 14 ноября 1540, Фонтенбло) — рисовальщик и живописец итальянского маньеризма. Вместе с Франческо Приматиччо и Никколо дель Аббате один из так называемых «флорентийских чудаков» (итал. eccentrici fiorentini), главных представителей Школы Фонтенбло, работавших во Франции.

## Биография

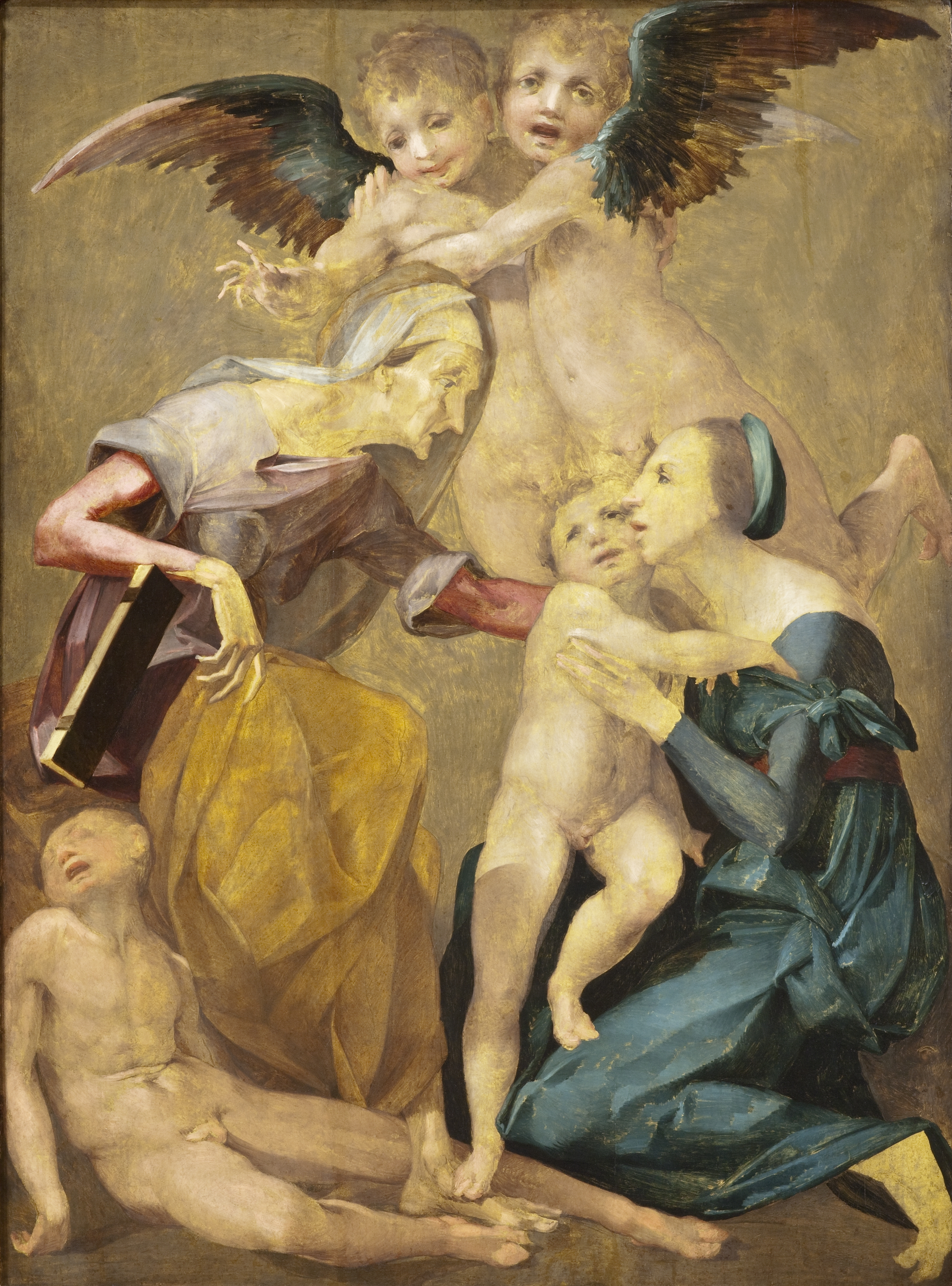
Россо Фьорентино. Святое семейство. 1520. Дерево, масло. Музей искусств округа Лос-Анджелес

Прозвище «Россо», по сообщению Джорджо Вазари произошло от рыжевато-коричневых волос художника. Вместе с Якопо Понтормо он учился в мастерской Андреа дель Сарто во Флоренции. Завершив ученичество, Джован Баттиста ди Якопо 26 февраля 1516 года стал членом гильдии художников Флоренции. В следующем году он отправился в Ареццо, а в 1523 году в Рим, где работал до 1527 года. Россо был впечатлен произведениями Микеланджело, Рафаэля и других художников итальянского Возрождения.
После страшного разграбления Рима войсками Карла V в 1527 году (итал. Sacco di Roma) художник, как и многие другие, потерял свою мастерскую, собственность и заказчиков. Он покинул город в поисках новых покровителей в северной Италии, в Читта-ди-Кастелло, Перудже, Борго-Сансеполькро, Ареццо и Венеции.
В 1531 году переехал во Францию, ко двору короля Франциска I, покровителя искусства, где с 1516 года уже работал Леонардо да Винчи. Россо трудился там в течение следующих десяти лет до самой смерти. Он имел статус придворного живописца и в 1532 году был назначен каноником церкви Сент-Шапель в Париже. Более никогда не покидал Францию.
Вместе с Франческо Приматиччо по поручению короля Россо Фьорентино выполнял росписи в замке Фонтенбло. Главным шедевром Россо стала хорошо сохранившаяся до наших дней галерея Франциска I, над украшением которой он работал с 1531 по 1540 годы. В оформлении галереи совмещены росписи, лепнина, горельефы, скульптура, орнаментальная резьба по дереву. Во Франции художника называли «Рыжий мастер» (фр. Maître Roux), или просто «Roux».
Блестящий кавалер, не только живописец, но также поэт и музыкант, Россо Фьорентино закончил свою жизнь трагически, согласно утверждениям Вазари он покончил жизнь самоубийством, но это не находит подтверждения в источниках. В 1540 году за клевету он был посажен в тюрьму, где, вероятно, и умер естественной смертью.

## Творчество

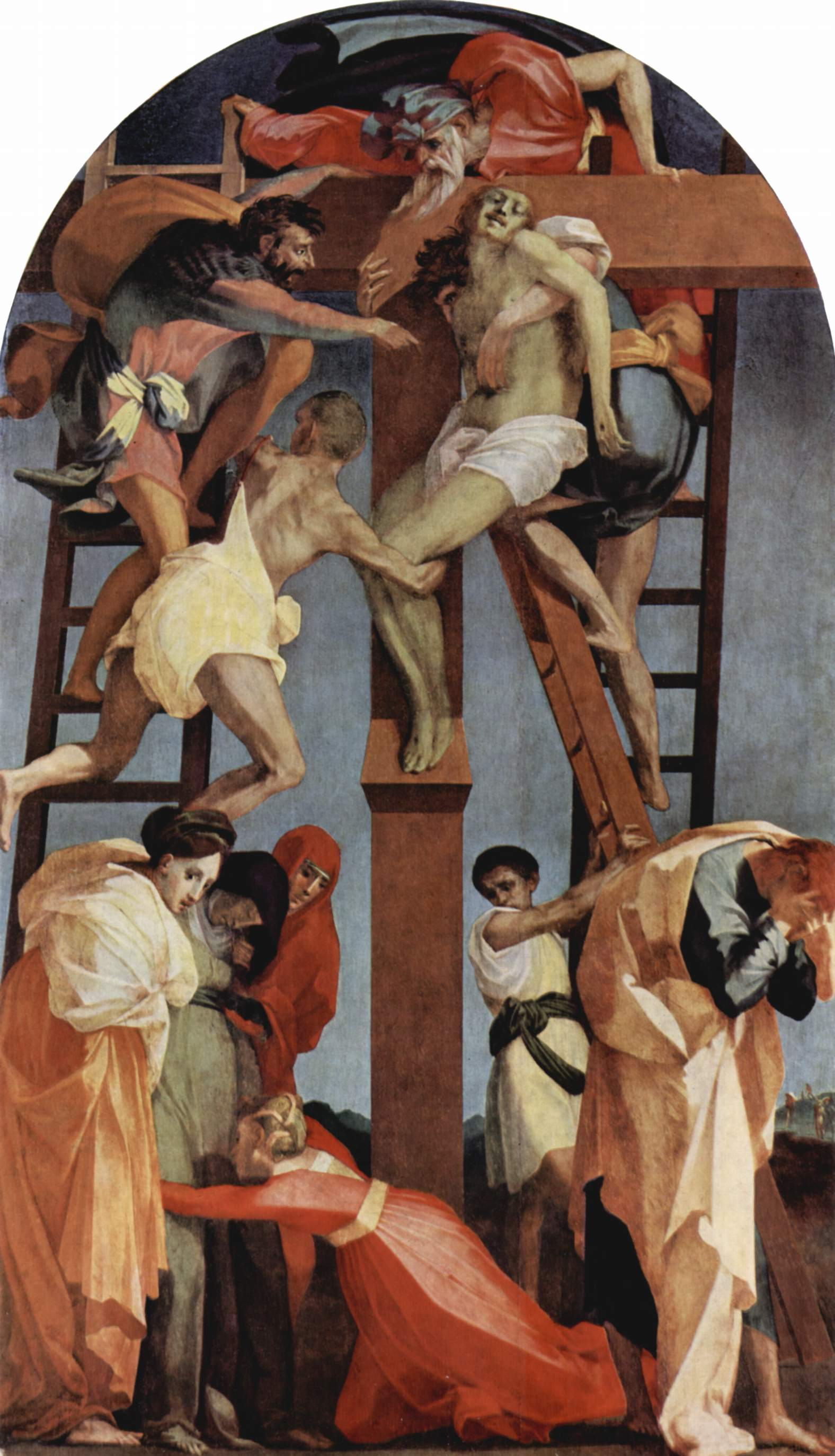
Россо Фьорентино. Снятие с креста. 1521. Дерево, масло. Вольтерра, Городская пинакотека

Деятельность Россо, Приматиччо и Никколо дель Аббате и их французских помощников составила так называемую «первую школу Фонтенбло» (1530—1570), главного центра французского Ренессанса и искусства европейского маньеризма.
Вместе со сменившим его Франческо Приматиччо он привнёс утонченный и элитарный вкус итальянской школы. Его индивидуальный стиль сложился под влиянием поздних работ Микеланджело, Понтормо и фра Бартоломео. Он был бунтовщиком, восставал против ограничений классицизма, переживавшего на закате эпохи Высокого Возрождения сильнейший кризис.
Отталкиваясь от уравновешенных композиций своих предшественников, Россо форсировал цветовые сочетания, которые кажутся резкими и негармоничными, а формы намеренно уплощёнными, без светотеневой и тональной моделировок. «Он создавал напряжённые, беспокойные по цвету и извилистому бегу линий маньеристические композиции со странно вытянутыми фигурами».
Шедевром Россо считается запрестольный образ «Снятие с креста» в Пинакотеке Комунале ди Вольтерра (Городской картинной галерее), первоначально написанный для Собора (Дуомо) Вольтерры (Тоскана). В этом произведении при всей динамике изображённых на картине лиц и сложности композиции, художник трактует фигуры плоскостно, слегка их деформируя, добиваясь орнаментальности контуров и изысканности ритмов, выстраивая, по определению Стефано Дзуффи, «окаменевшее театрализованное действо». Как отмечал Вазари, лица персонажей на этой картине выражают «жестокость и отчаяние».
В своей главной работе — оформлении Галереи Франциска I в замке Фонтенбло Россо Фьорентино раскрыл свои способности монументалиста. Он писал фрески и делал эскизы для скульптур, деревянной резьбы потолка и стен. Все четырнадцать живописных панно галереи на мифологические и аллегорические сюжеты выполнены Россо. Центральное место занимает овальная композиция «Нимфа Фонтенбло», основанная на традиционной иконографии Нимфы источника. В Фонтенбло «Нимфу источника» отождествили с Дианой, богиней охоты, представляющей по сходству имён владелицу замка, Диану де Пуатье, что соответствовало куртуазному характеру двора Франциска I. Среди остальных композиций: «Месть Навплия», «Смерть Адониса», «Клеобис и Битон», «Гибель Катаны», «Воспитание Ахилла», «Источник вечной молодости», «Единение государства», «Слон-триумфатор», «Битва кентавров и лапифов», «Изгнание невежества», «Жертвоприношение».
«Философ, человек большой культуры, обладавший неуравновешенным, изменчивым характером, таким он предстаёт и в своих произведениях — своеобразных трактатах эрудита, изысканных, построенных на изощрённом сочетании аллегорий, прославляющих мудрое правление короля, но тревожных и экзальтированных…». Фигуры на фресках Россо «кажутся чуть уплощёнными благодаря очень светлым краскам и орнаментально сплетающимся линиям. Это ощущение их бесплотности усиливается от соседства с объёмной, почти круглой, и очень детализированной гипсовой скульптурой обрамлений. Декоративное сочетание подобного рода, до той поры нигде не применявшееся, было творческой выдумкой самого Россо». Галерея Франциска I стала образцом для многих последующих сооружений такого рода, включая галереи Лувра и Версаля, их композиция многократно варьировалась во дворцах и особняках до конца XVIII века.
Среди сотрудников и французских учеников художника — живописец-портретист, рисовальщик и гравёр, миниатюрист Жоффруа Дюмустье. Россо готовил свои картины по рисункам, из которых сохранилось лишь несколько. По его рисункам работали гравёры Керубино Альберти, Джан Джакомо (Жан Жак) Каральо, Пьер Милан, Рене Буавен.

## Основные произведения
- Вознесение Девы Марии. 1517. Базилика Сантиссима-Аннунциата, Флоренция
- Мадонна с четырьмя святыми. 1518. Уффици, Флоренция
- Мадонна с Младенцем, святой Елизаветой (или святой Анной?) и святым Иоанном. Ок. 1520. Художественный музей, Лос-Анджелес
- Положение во гроб. 1521. Городская пинакотека, Вольтерра
- Мадонна с двумя святыми. 1521. Вилламанья
- Мадонна с десятью святыми. 1522. Галерея Палатина (Палаццо Питти), Флоренция
- Мадонна с Младенцем и ангелами. После 1517 — до 1523. Государственный Эрмитаж, Санкт-Петербург
- Моисей защищает дочерей Иофора. 1523. Уффици, Флоренция
- Обручение Девы. 1523. Базилика Сан-Лоренцо, Флоренция
- Грехи. 1524. Церковь Санта Мария делла Паче, Рим
- Ева. 1524. Церковь Санта Мария делла Паче, Рим
- Мёртвый Христос и ангелы. 1524—1527. Музей изящных искусств, Бостон, Массачусетс
- Распятие (1528, San Lorenzo, Сансеполькро)
- Сошествие Святого Духа на апостолов. 1528. Церковь Сан-Лоренцо, Сансеполькро
- Главный алтарь. Кафедральный собор Читта-ди-Кастелло
- Леда и лебедь. 1530. Королевская Академия художеств, Лондон
- Пьета. 1537—1540. Лувр, Париж
- Нимфа Фонтенбло. 1535—1540. Галерея Франциска I, замок Фонтенбло

## Галерея

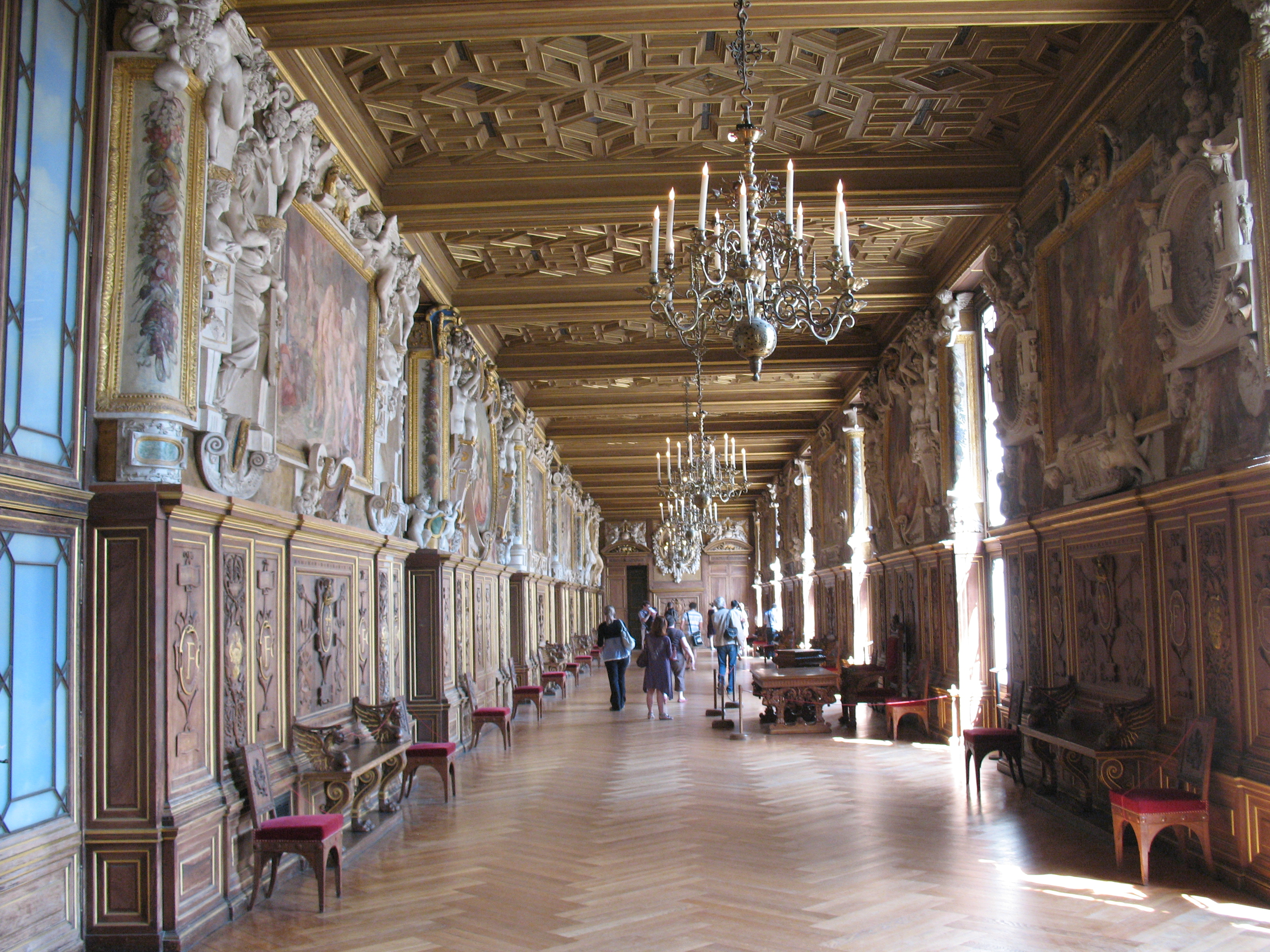
Галерея Франциска I. Замок Фонтенбло. 1533—1540
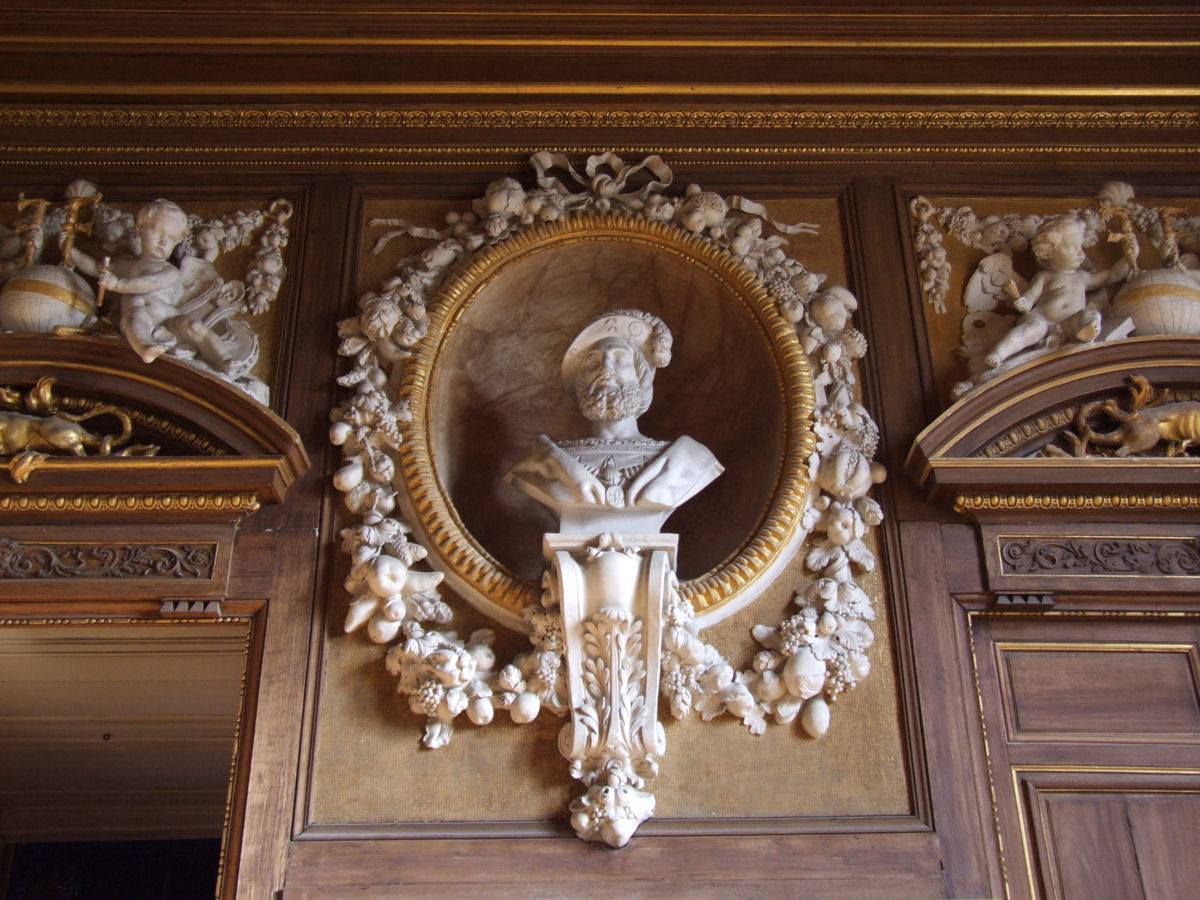
Портрет короля. Галерея Франциска I. Замок Фонтенбло
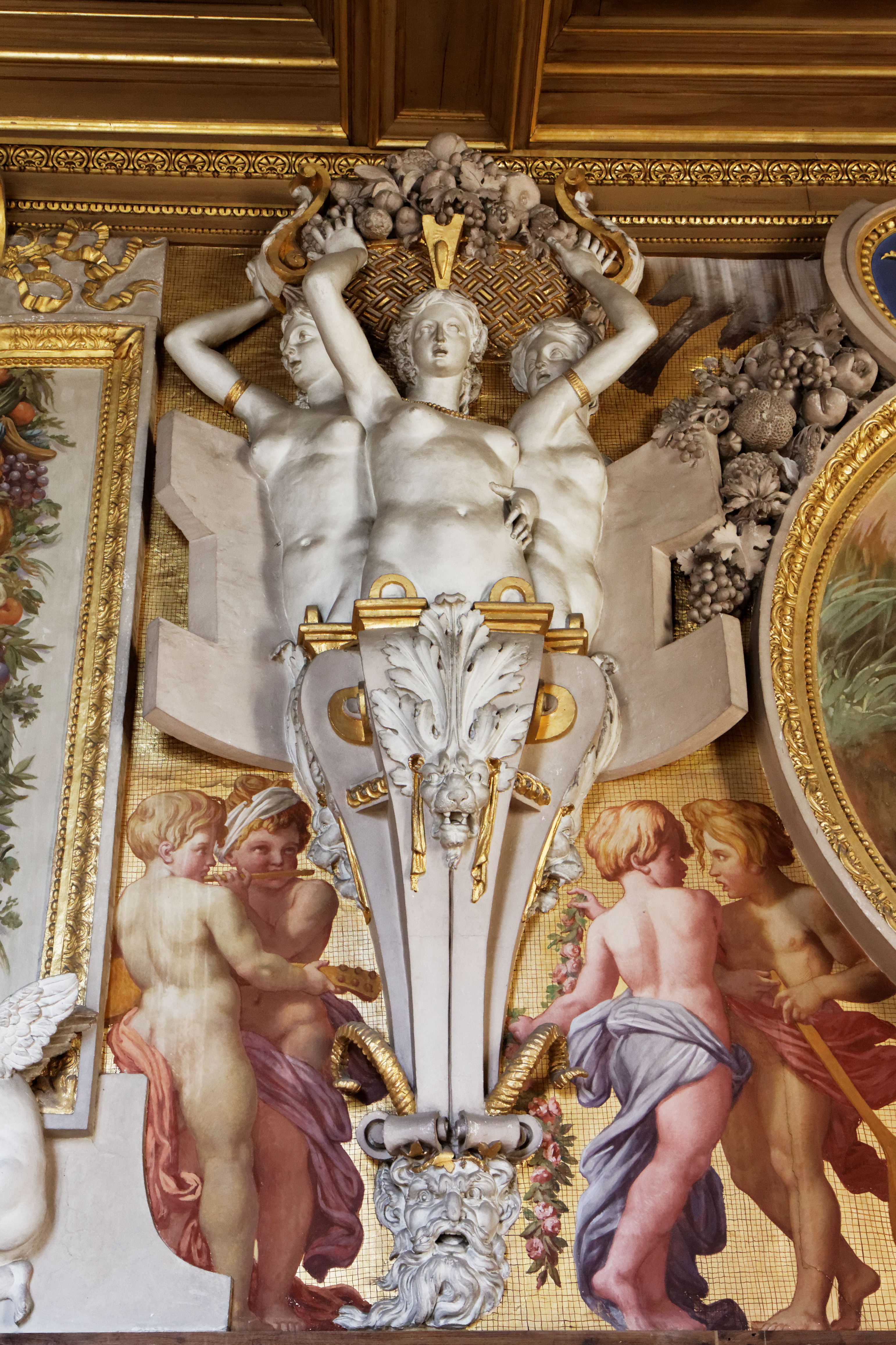
Скульптурный декор галереи
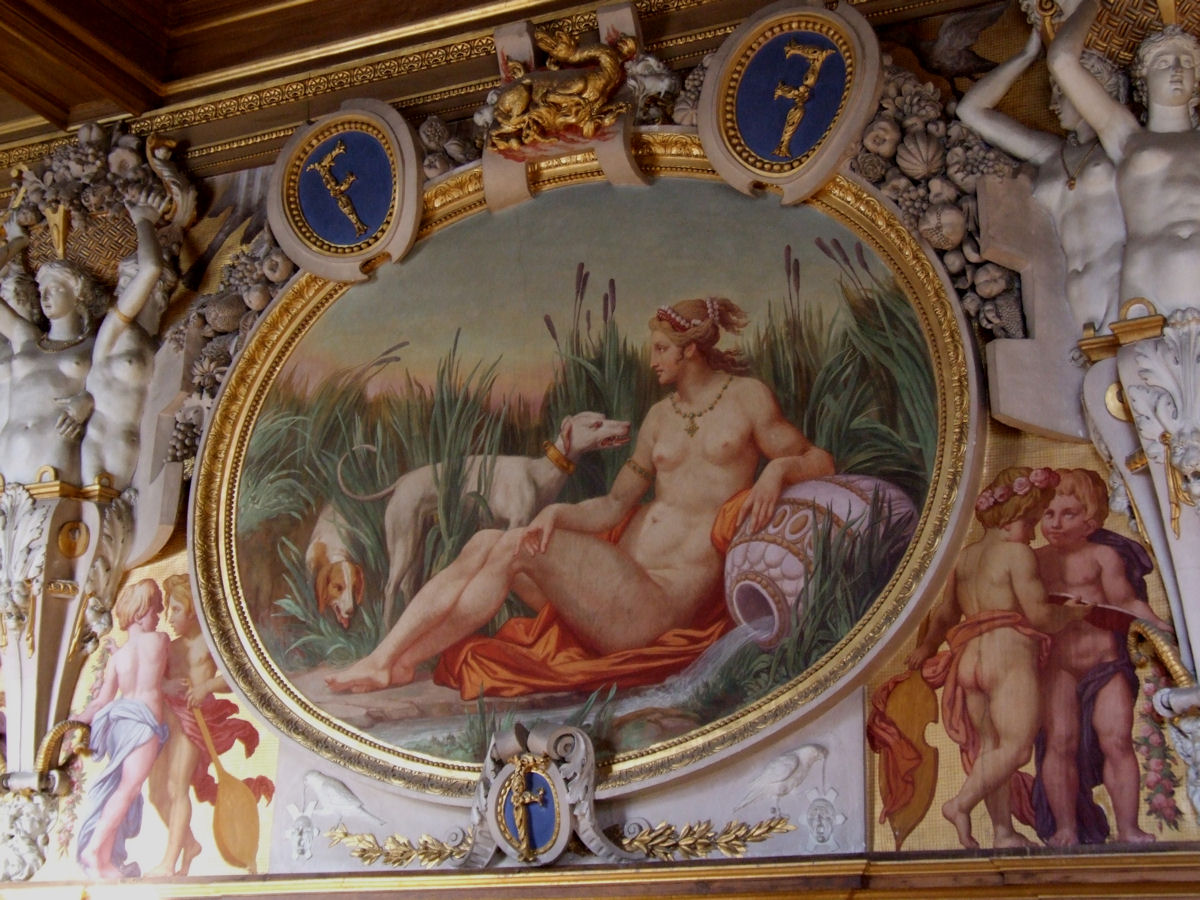
Нимфа Фонтенбло. Фреска Галереи Франциска I
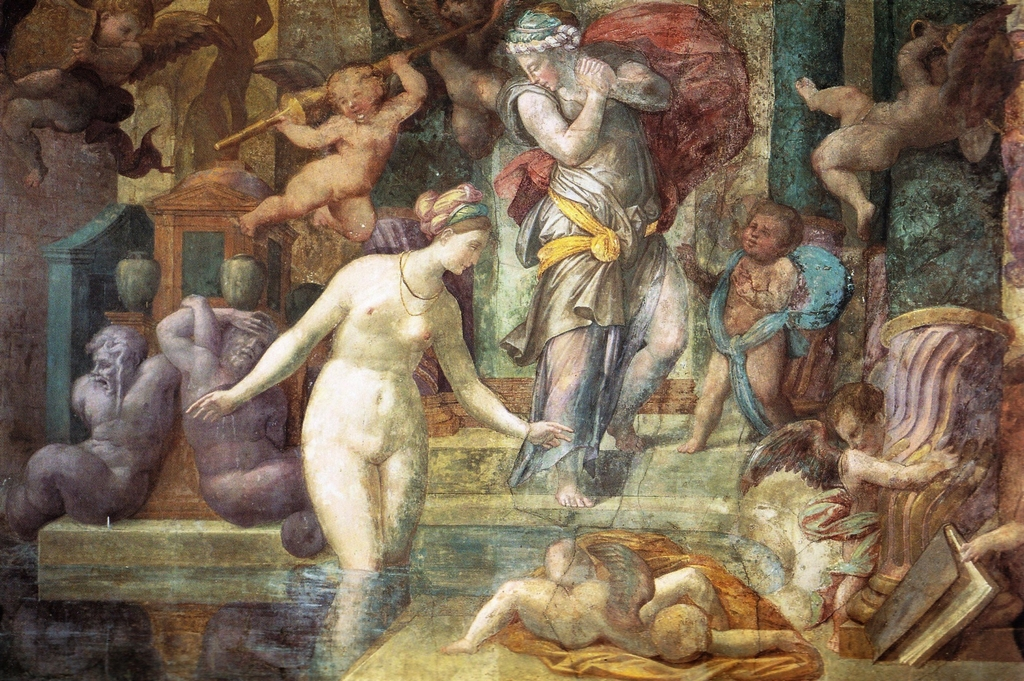
Купание Паллады. Фреска Галереи Франциска I
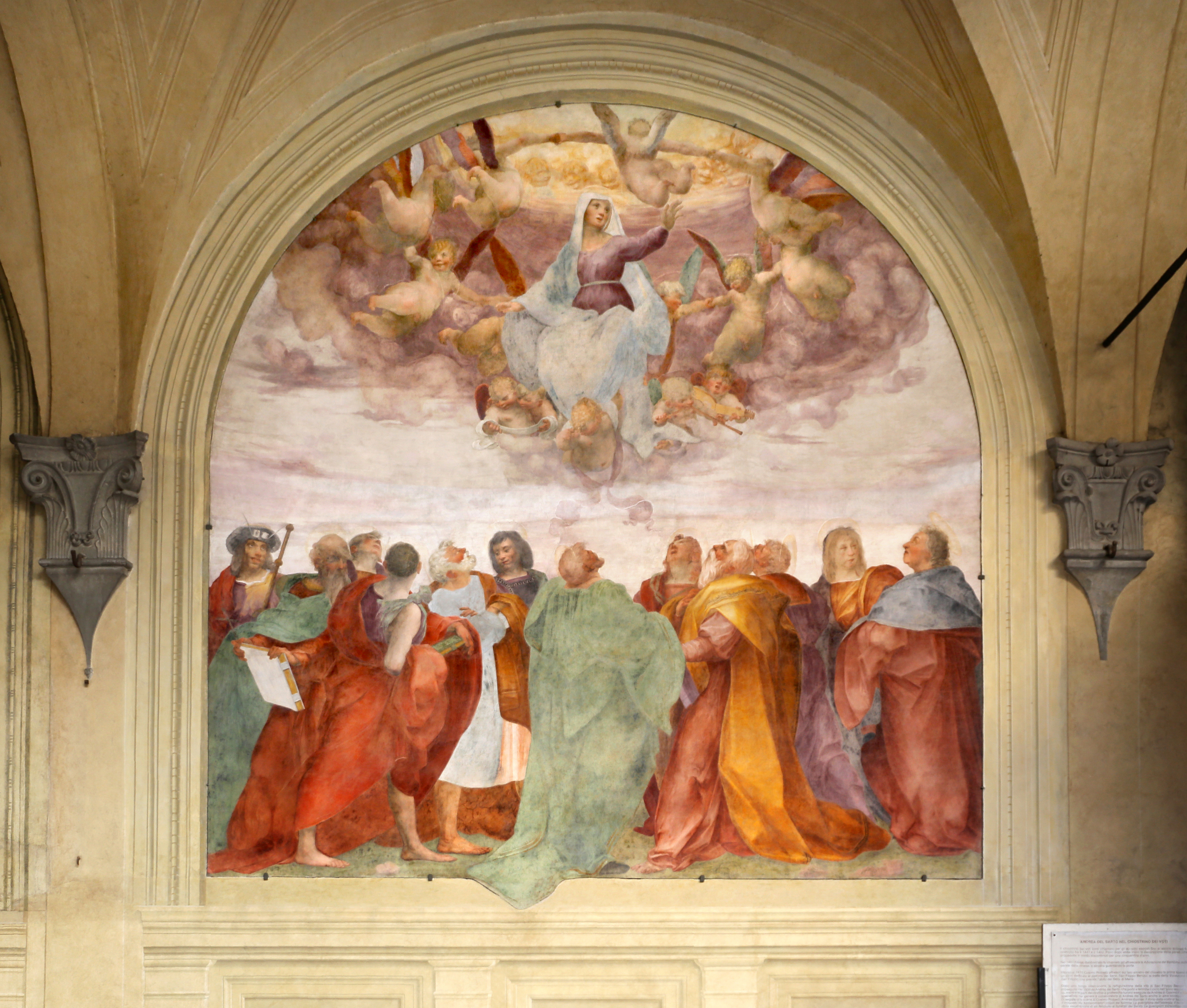
Вознесение Девы Марии. 1517. Фреска в базилике Сантиссима-Аннунциата, Флоренция
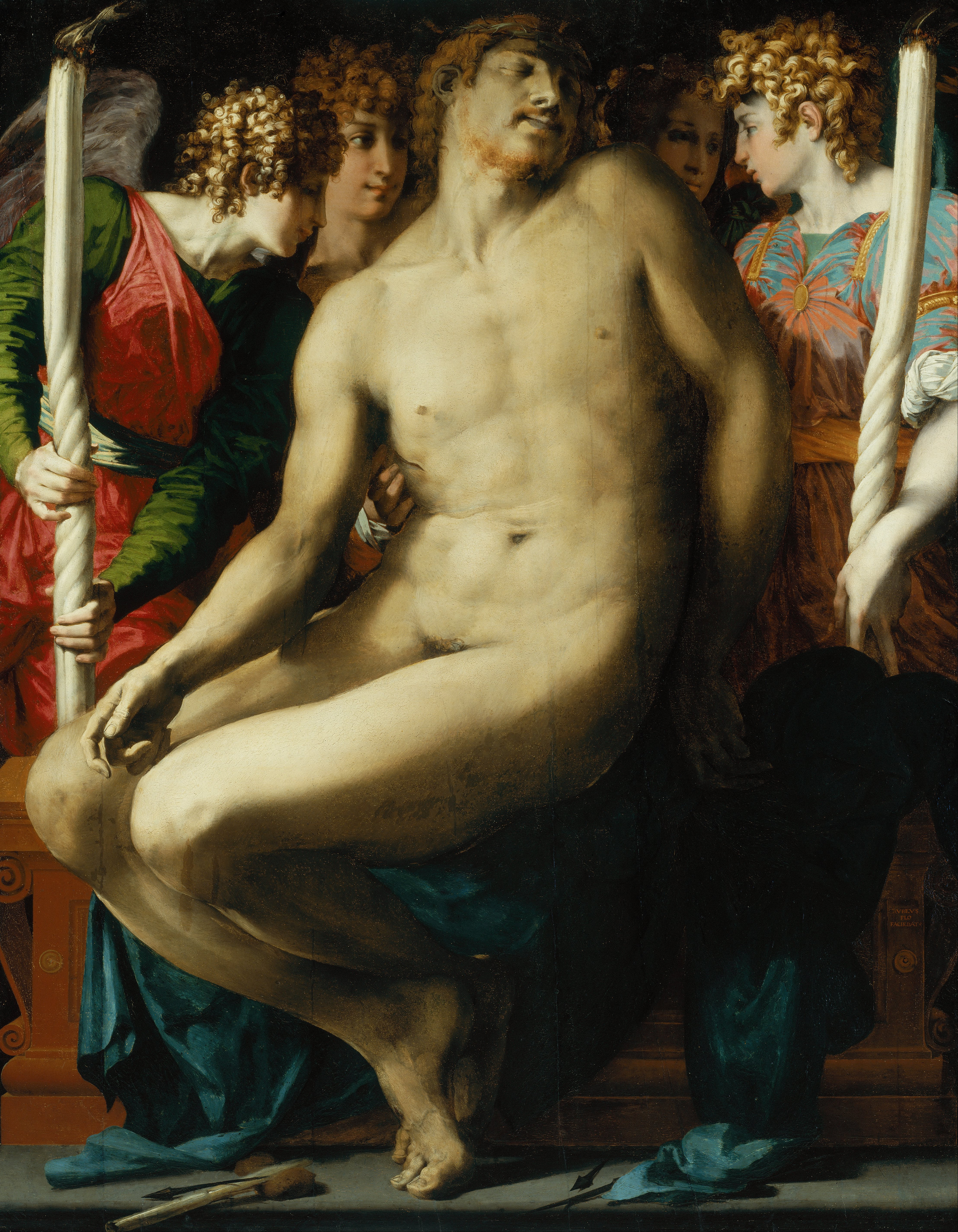
Мёртвый Христос и ангелы. 1524 – 1527. Дерево, масло. Музей изящных искусств, Бостон, Массачусетс
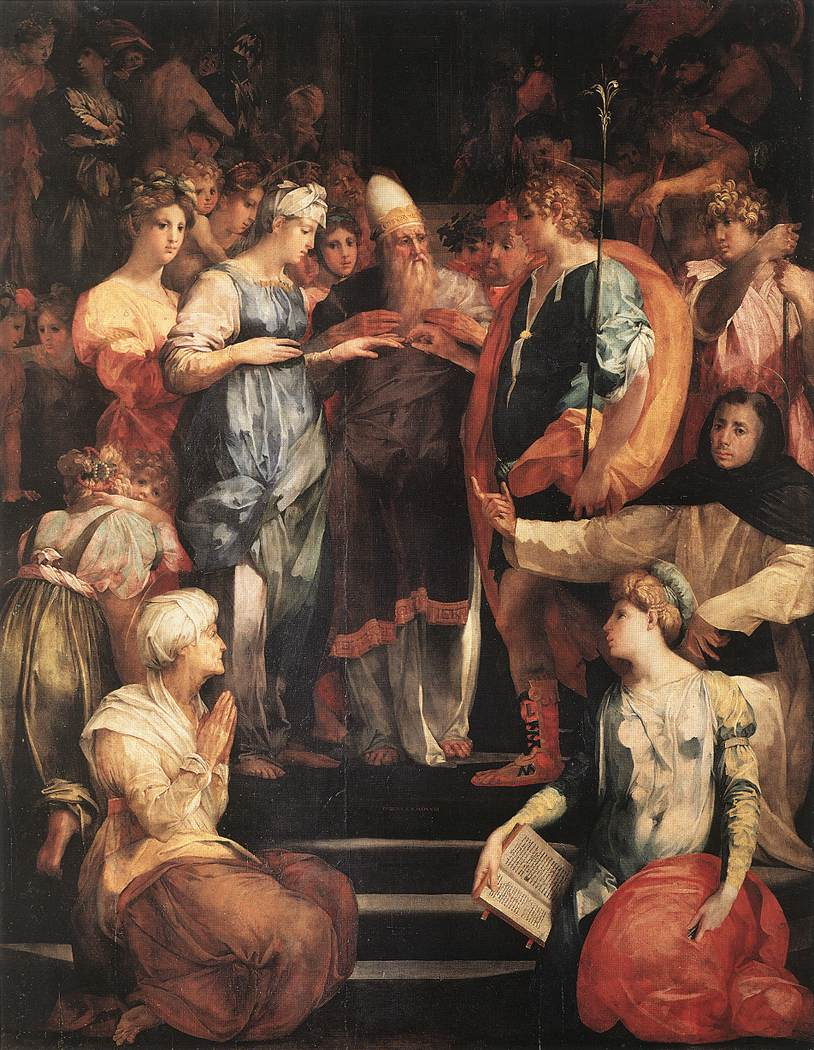
Обручение Девы. 1523. Дерево, масло. Базилика Сан-Лоренцо, Флоренция
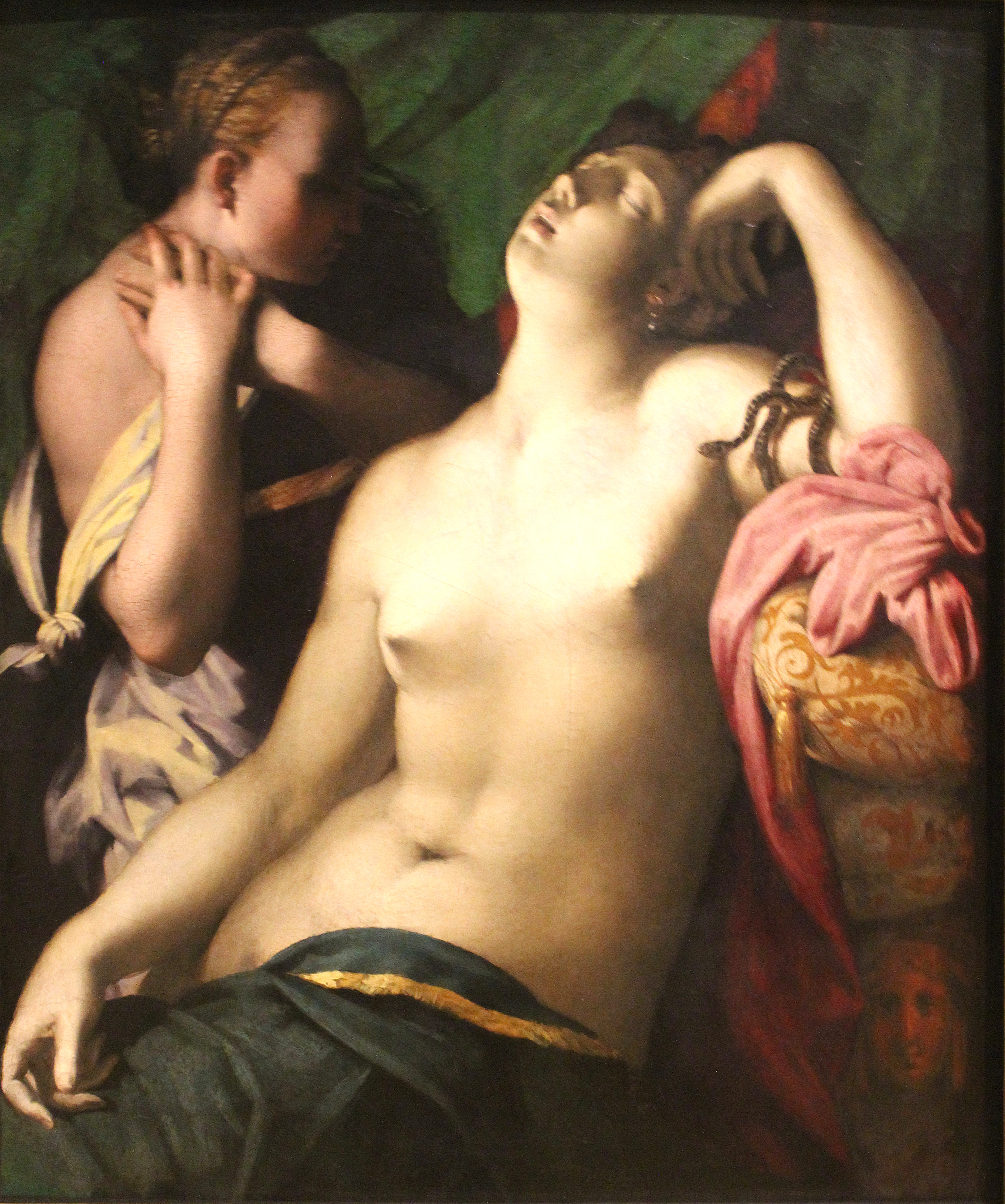
Смерть Клеопатры. Музей герцога Антона Ульриха, Брауншвейг, Нижняя Саксония
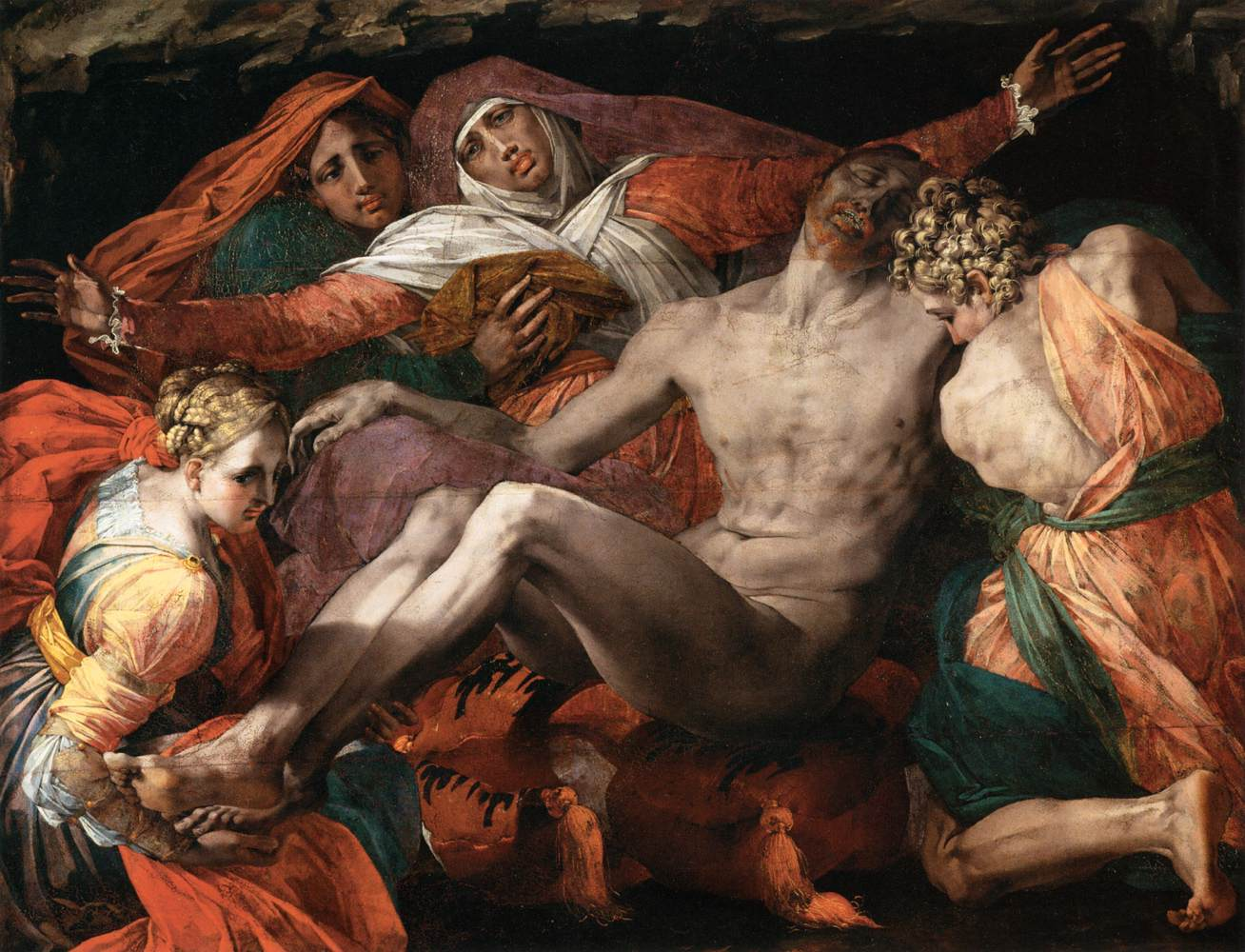
Пьета. 1537—1540. Дерево, масло (перенесена на холст). Лувр, Париж
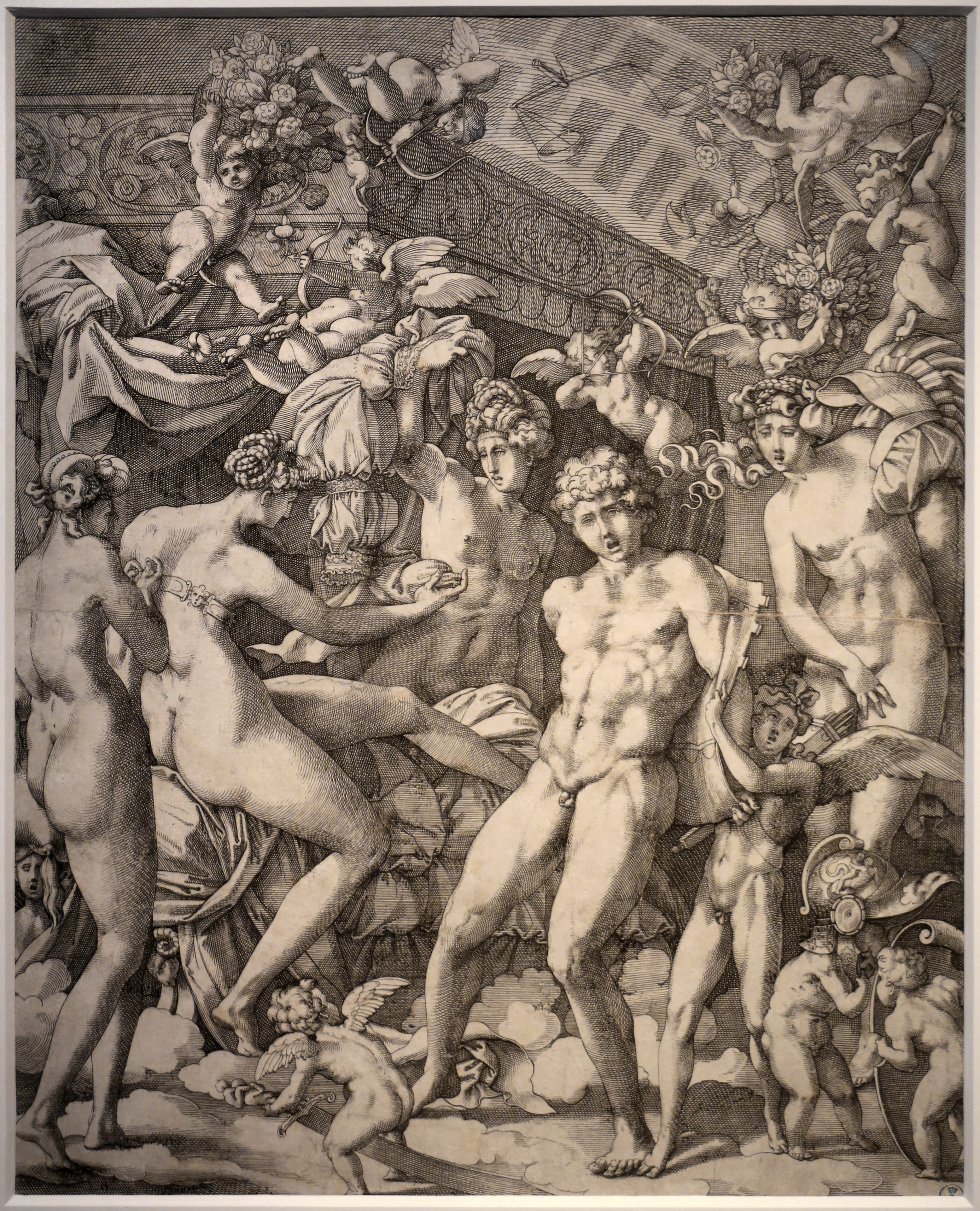
Марс, обезоруженный Амуром и Венерой и лишённый благодати. Офорт неизвестного художника по рисунку Россо Фьорентино. 1535—1545
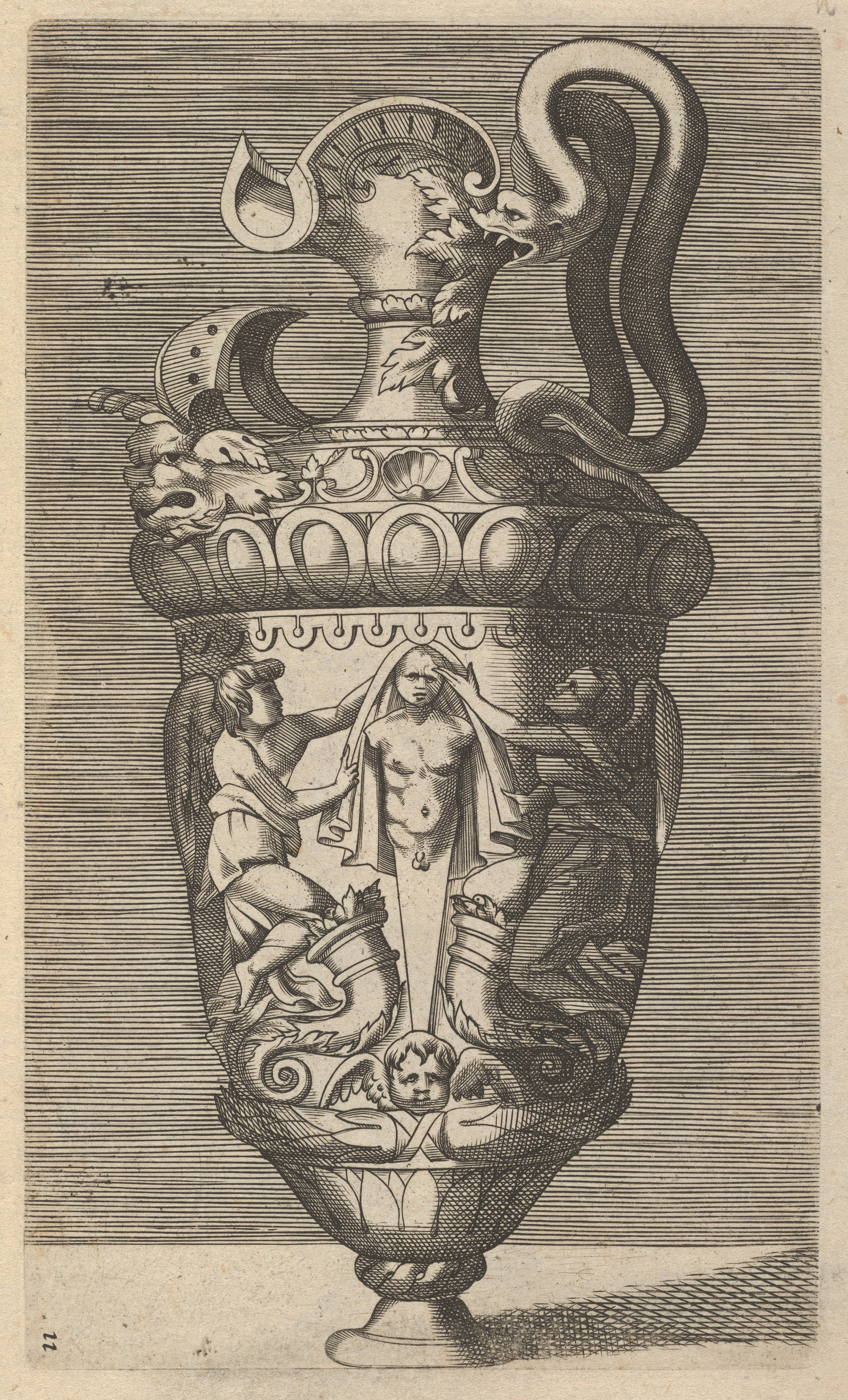
Ваза с двумя фигурами, драпирующими герму. Офорт Р. Буавена по рисунку Россо Фьорентино